# Johnnie Parsons
Johnnie Woodrow Parsons ( Los Angeles, Kalifornija, SAD, 4. srpnja 1918. – 8. rujna 1984. ) bio je američki vozač automobilističkih utrka.
Automobilizmom se počeo zanimati još kao dijete, kad je njegov ujak unajmio garažu za trkaće vozače Freda Lecklidera i Franka Lockharta. Utrkivanjem se počeo baviti 1940. U razdoblju od 1948. do 1952. pobijedio je na 11 utrka u državnim prvenstvima. Na utrci 500 milja Indianapolisa prvi put je nastupio 1949. kada osvaja drugo mjesto iza Billa Hollanda, dok sljedeće godine pobjeđuje na istoimenoj utrci koja je bila skraćena zbog kiše. Parsons je uz Nina Farinu i Giancarla Baghettija jedini vozač u Formuli 1 koji je pobijedio na prvoj utrci na kojoj je nastupio.

## Vanjske poveznice
Johhnie Parsons Racing-reference